# Onitis meyeri
Onitis meyeri är en skalbaggsart som beskrevs av Hermann Julius Kolbe 1891. Onitis meyeri ingår i släktet Onitis och familjen bladhorningar. Inga underarter finns listade i Catalogue of Life.